# Estland i olympiska vinterspelen 1928
Estland deltog med två deltagare vid de olympiska vinterspelen 1928 i Sankt Moritz. Ingen av landets deltagare erövrade någon medalj.

## Trupp
- Hastighetsåkning på skridskor
  - Christfried Burmeister
  - Aleksander Mitt